# Commando Cody: Sky Marshal of the Universe
Commando Cody: Sky Marshal of the Universe sau Commando Cody (1953) este un film serial științifico-fantastic care a fost transmis prima oară la 16 iulie 1955 de NBC.
Filmul este regizat de Fred C. Brannon; cu Judd Holdren, Aline Towne și Gregory Gaye în rolurile principale. Personajul principal Commando Cody (Judd Holdren) este preluat din seria de filme Radar Men from the Moon.

## Distribuție
- Judd Holdren – Commando Cody
- Aline Towne – Joan Gilbert
- William Schallert – Ted Richards (Chs. 1–3)
- Richard Crane – Dick Preston (Chs. 4–12)
- Gregory Gaye – The Ruler
- Craig Kelly – Commissioner Henderson
- Peter Brocco – Dr. Varney (Chs. 1–2)
- Lyle Talbot – Henchman Baylor (Chs. 4,5,6,7,9,10)
- Mauritz Hugo – Henchman Mason (Chs. 4,5,6,9,10)
- Joanne Jordan – The Queen of Mercury (Ch. 12)
- Gloria Pall – The Moon Girl
- John Crawford
- Zon Murray
- Stanley Waxman
- I. Stanford Jolley
- Bill Henry
- Kenneth MacDonald
- William Fawcett
- Lane Bradford
- Denver Pyle
- Sidney Mason